# Abdallah Badis
Abdallah Badis est un réalisateur, scénariste et acteur franco-algérien.

## Théâtre
- 1982 : L'Engeance d'Olivier Perrier
- 1982 : Les Bas-fonds de Gorki, mise en scène de Gildas Bourdet
- 1991 : Les Siècles de paix d'Olivier Perrier
- 1992 : Roméo et Juliette du Footsbarn Travelling Theatre
- 1996 : La Valse des gounelles d'Olivier Perrier
- 1998 : Utopia ruralis[2] d'Olivier Perrier

## Filmographie

### Cinéma
- 1973 : Rude journée pour la reine de René Allio : Dan
- 1990 : Eden Miseria de Christine Laurent : Slimène Ehni

### Réalisateur et scénariste
- 1998 : La Cabane de l’oncle (court-métrage)
- 1998 : Ring (court-métrage)
- 2001 : Moitié-moitié (court-métrage)
- 2001 : Un pâtissier à Athènes (court-métrage)
- 2001 : Trois Jours sans réseau (court-métrage)
- 2002 : Sauf un (court-métrage)
- 2002 : Jours de Novembre (court-métrage)
- 2003 : Jeune Cherche Emploi (moyen-métrage)
- 2003 : La Terre promise
- 2003 : La France, c’était une autre guerre (court-métrage)
- 2004 : Un couple, deux enfants et sept passeports (court-métrage)
- 2004 : Augustina et la grande famille (court-métrage)
- 2011 : Une vie française
- 2012 : Le Chemin noir
- 2015 : Le Fils étranger

## Distinctions

### Nominations
- Nomination Special Jury Prize Muhr Feature Award au Festival international du film de Dubaï
- Nomination Best Muhr non-Fiction Feature Award au Festival international du film de Dubaï
- Nomination Muhr Feature Award for Best Director au Festival international du film de Dubaï